# IPad 2
El iPad 2 es el dispositivo iOS y la tableta más longeva de Apple, ya que recibió iOS 4, 5, 6, 7, 8 y 9. El iPad 2 es un dispositivo electrónico tipo tableta desarrollado por Apple Inc. Esta interfaz de usuario está rediseñada para aprovechar el mayor tamaño del dispositivo y la capacidad de utilizar soporte lógico para lectura de libros electrónicos y periódicos, navegación por la red y correo electrónico, además de permitir al usuario acceder a otras actividades de entretenimiento como películas, música y videojuegos. Este iPad tiene una batería de litio que dura hasta 10 horas, un procesador multinúcleo Apple A5 y dos cámaras HD. y
Apple presentó el nuevo dispositivo el 2 de marzo de 2011, y se anunció que iba a salir a la venta el 11 de marzo de 2011 en los Estados Unidos y el 25 de ese mismo mes en países como España, México y Canadá. Después se anunció que saldría a la venta el 29 de abril del mismo año en otros países como Hong Kong, Corea del Sur y Singapur.

## Historia y disponibilidad
Apple presentó la segunda versión del iPad, llamada iPad 2, el 2 de marzo de 2011 en Yerba Buena Center, California.
Al tiempo que anunciaba el iPad 2, Apple presentó los Smart Covers: protectores de pantalla para la tableta que apagan su pantalla automáticamente al cubrirla y la encienden al descubrirla. Los Smart Covers también pueden doblarse y servir como base para inclinar el iPad.
El 11 de marzo de 2011 salió a la venta en Estados Unidos. Su precio es el mismo que el de la primera generación, comenzando en 499,00 dólares.
El 25 de marzo de 2011 salió a la venta en los siguientes países: Australia, Austria, Bélgica, Canadá, República Checa, Dinamarca, Finlandia, Francia, Alemania, Grecia, Islandia, Italia, Irlanda, Hungría, Luxemburgo, México, Holanda, Nueva Zelanda, Normandía, Polonia, Portugal, España, Suecia, Suiza, y Reino Unido. El 28 de abril de 2011 en Japón y al día siguiente en Hong Kong, India, Israel, Macao, Malasia, Filipinas, Singapur, Sudáfrica, Corea del Sur, Turquía y Emiratos Árabes Unidos. El 6 de mayo de 2011 en China, Estonia, Lituania y Tailandia y el 27 del mismo mes en Colombia, Chile, Rusia, Brasil, Perú y Ucrania. El precio de España tras su salida era de 479€.
El iPad 2 es el único que ha recibido más actualizaciones del sistema (en este caso iOS versiones 4, 5, 6, 7, 8 y 9). Apple finalmente también decidió incluir Apple iPad 2 en la lista de dispositivos compatibles con iOS 9 lanzado en septiembre de 2015. El número de iPad 2 y de iPad Mini (comparte arquitectura) es muy alto y Apple acertadamente ha decidido mantener actualizados a estos clientes, si bien es cierto que estos dispositivos más antiguos no disponen de algunas características de iOS 8 y 9 como Siri, doble pantalla, etc.
El iPad 2 se dejó de comercializar el 18 de marzo de 2014 y ha sido sustituido por el iPad con Pantalla Retina (3ª y 4ª generación) que abandonaron el conector Apple Dock por el más compacto Lightning

## Hardware
El iPad 2 es un poco más grueso y pesado que el primer, tercero y cuarto iPad, tiene un grosor de 8.8 mm, lo que lo hace aún más delgado que el iPhone 4 de 9.3 mm. Tiene un procesador más potente, el Apple A5 Dual Core chip de 1GHz, que ofrece el doble de rendimiento y gráficos hasta 9 veces más rápidos que la versión anterior. Además, incluye dos cámaras (una frontal y una trasera), que permiten tomar fotos, grabar vídeos en alta definición y realizar videollamadas a través de Facetime, un giroscopio y salida de video de alta definición. La duración estimada de su batería sigue siendo la misma que la de todos los modelos de iPad.
Tiene una pantalla de 9,7" IPS retroiluminada por led